# Castillo de Vêves

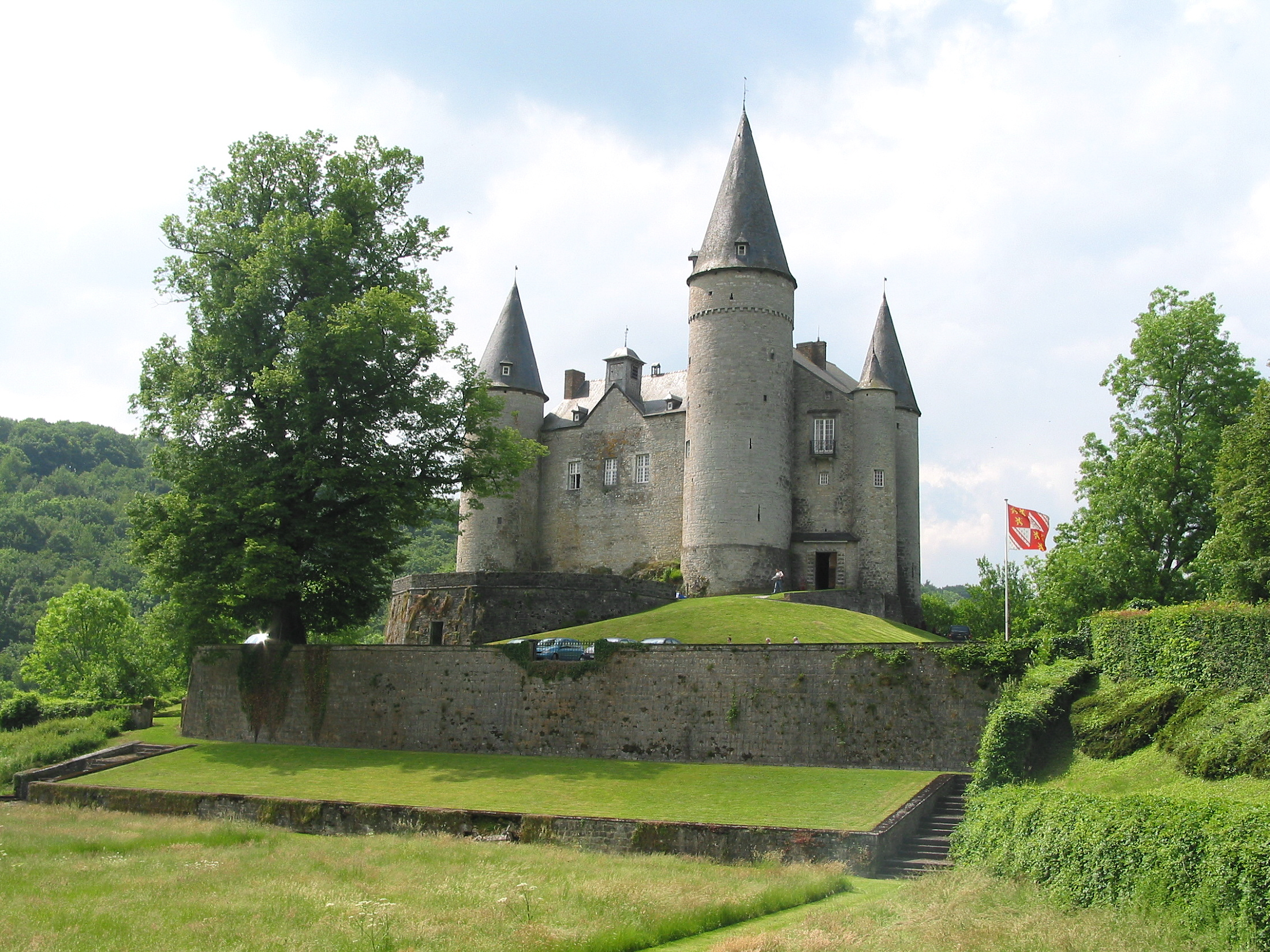
Castillo de Vêves

El Castillo de Vêves (en francés, Château de Vêves) se localiza junto a un arroyo, afluente del río Lesse, a pocos kilómetros de la aldea de Celles, que desde 1977 pertenece al municipio de Houyet, en la provincia de Namur (Bélgica).
Tiene forma de pentágono irregular, flanqueado por seis torres redondas de distinto tamaño, que se remontan en última instancia hasta 1410. Sucesivas reconstrucciones modificaron especialmente los muros del patio interior, uno de los cuales tiene una galería de dos pisos con entramado de madera, mientras que otro de los muros fue construido con ladrillos rojos, en estilo Luis XV. El frontal septentrional está decorado con una pequeña cúpula, dotada de un reloj.
Los orígenes del este castillo-fortaleza son antiguos. En efecto, en la segunda mitad del s. VII, Pipino de Heristal ya había levantado una villa en torno a la ermita de San Adelino. Con el tiempo, a lo largo del s. IX, esta primera villa fue transformada por los sucesores de Pipino en una pequeña fortaleza. Arrasada en el 1200, fue reconstruida en 1220 por la familia Beaufort, que la convirtió en un castillo más poderoso. En el siglo XV volvió a ser destruida, esta vez por los habitantes de la vecina Dinant, pero nuevamente volvió a ser reedificada. Su aspecto actual data del siglo XVIII, cuando la familia de Liedekerke-Beaufort restauró el castillo, si bien sufrió graves daños en 1793, en el curso de la Revolución Francesa.
Junto con los castillos de Beersel, Bouillon, Corroy, Horst, Gante y Lavaux, constituye uno de los castillos medievales más bellos de Bélgica.